# Philippe Guilhaume
Philippe Guilhaume, né le 30 mai 1942 à Paris et mort dans la même ville le 13 août 1994, est un haut fonctionnaire et un homme de télévision français.

## Biographie
Né en 1942 à Paris, Philippe Guilhaume poursuit ses études à Sciences po et à l'Institut français de presse. Il est également diplômé de l'Institut d'études politiques de Paris et docteur en histoire (1983).
De 1969 à 1972, il intègre France Inter en tant que chroniqueur économique et il préside l'école European Business School qu'il a fondée.
En 1978, il est nommé comme conseiller du président de la SOFIRAD avant d'assurer la direction générale de la filiale SOFIRAD SI chargée des opérations internationales 1979 à 1981.
De 1979 à 1981, il dirige Téléfrance international, un réseau éphémère de télévision francophone implanté aux États-Unis[réf. nécessaire].
En 1983, il est nommé secrétaire général du Centre des jeunes dirigeants d'entreprise un poste qu'il occupe jusqu'à 1986.
En 1986, il entre au cabinet du président de l'Assemblée nationale, Jacques Chaban-Delmas.
En janvier 1988, il est désigné par Jacques Chirac, contre l'avis d'Édouard Balladur, pour diriger la Société française de production (SFP).
Le 10 août 1989, après le vote de la loi créant un poste de président commun aux deux sociétés de télévision du secteur public, Antenne 2 et FR3, il est nommé président par le CSA, contre Hervé Bourges, le candidat du Parti socialiste, et Georges Kiejman, le candidat de l'Élysée. Curieusement, il est nommé par cinq voix contre quatre à Georges Kiejman, grâce à la défection de deux des trois membres du CSA nommés par l'Élysée, apparaissant ainsi comme le véritable candidat du président François Mitterrand,.
Candidat inattendu de la droite réformiste, il nomme deux directeurs généraux proches du pouvoir : Jean-Michel Gaillard (Antenne 2) et Dominique Alduy (FR3).
En 1990, il remercie Michel Drucker, le jugeant « homme du passé », celui-ci passe alors sur TF1 avant de revenir en 1994 sur le service public après le changement de direction.
Mais vite pris dans les difficultés financières et sociales, il se heurte aussi à la violente hostilité de la ministre déléguée à la Communication, Catherine Tasca, qui le pousse à la démission, le 18 décembre 1990. Il laissera sa place de président commun d'A2 et FR3 à Hervé Bourges.
Il meurt à l'âge de 52 ans, le 19 août 1994 dans le 15e arrondissement de Paris, à la suite d'un accident cardiovasculaire.

## Vie privée
Il est le neveu par alliance de Jacques Chaban-Delmas et le gendre d'André Schmidt, patron de presse.
Il est notamment le père de Virginie Guilhaume, ancienne animatrice sur France 2.